# 氷震
氷震（ひょうしん、英語：cryoseism）は、凍土または水分や氷を大量に含んだ地表、氷河などが急に亀裂を生じる際に発生する地震のことである。氷河地震、氷河性地震ともいう。英語では「frost quake」とも言う。
氷河が巨大な力を伴って滑ったときに、弾性波を放出する。このときに放出される弾性波は世界中の地震計で記録されている。この現象は特に「ice quake」とも呼ばれる。
2003年に、グリーンランドの氷河の異常な動きをコロンビア大学の地球物理学者ヨーラン・エクストローム（Göran Ekström）とメレディス・ネトルズ（Meredith Nettles）等が発見し「氷河地震学」の先駆けとなった。

## 発生箇所の例

### グリーンランド
晩夏において、グリーンランドの氷河での1分間あたりおよそ10mの活動による地震動が、全世界の地震計で記録された。この地震の観測が、小規模氷河の動きや氷河の内部構造（新たなクレバスの開口、氷の表面下から底部への割れ目に沿って流れ込む水、氷河自体の崩壊、氷河が地盤と摩擦する底部など）を監視する有効性を認識するきっかけとなった。
「サイエンス誌2007年8月24日号」に掲載された研究結果によれば、1996年以降に海へと流出した氷の半分以上が、氷河の融解と崩壊によるものであり、このことによって巨大な氷塊（大きいもので0.5km3）が急速に海へと割れ落ちて大量の淡水が陸から海へ移り、海面が上昇したといわれる。

### 南極
1973年9月に、みずほ観測拠点において地震計を用いた氷震観測が行われた。障害が発生したために十分な観測ができなかったが、計210時間にわたる記録の結果、気温が-35℃以下でかつ、その変化の割合が1時間に-2.5℃以下ないし-1℃の場合が数時間続くという条件のもとで、氷震が発生していることが明らかとなった。.
セントルイス・ワシントン大学の地震学者ウィーンズと、ペンシルベニア州立大学の氷河学者アナンダクリシュナンは、南極のウィランズ氷河ではスティック・スリップ運動（滑っては止まるを繰り返す動き）が潮汐の働きによって1日2回、規則的に起きているということを発見した。「ナショナル・ジオグラフィック誌2009年1月号」によれば、氷震の規模を示すマグニチュードは7（M7.3の兵庫県南部地震に匹敵する）に達するといわれている。しかし、数秒～数分と短時間に揺れる通常の地震と違い、20～30分にかけてゆっくりと長時間にわたって揺れるため、揺れは感じない。それでも5000kmほど離れたオーストラリア大陸では揺れを観測する。
氷震を発生させている南極大陸のウィランズ氷流は、幅100km、長さ500kmにわたるが、これが巨大な氷震とともにロス海に滑り落ちると、巨大津波を引き起こす危険がある。

### 屈斜路湖
氷震の際に発生する大きな破壊音（氷の収縮に伴う）が明け方に発生し、活動が気温の変化の激しいときに活発になっていることが分かっている。この原因は、急激な温度差による応力に伴う破壊、氷の塑性変形に伴う応力緩和の2つが考えられている。また、「ピチピチ」という破壊音がはじめは小さくて、だんだん大きくなり、また小さくなるという現象が発生しており、これは空白期→前震活動→本震→余震活動→空白期というパターンであるとされる。ただ、数年から数十年にわたる地震活動と異なり、氷震では1時間半余りの活動となる。